# Defensa de torres
La defensa de torres (en inglés, Tower Defense), también llamado videojuegos de defensa de torres o videojuegos de defensa, es un subgénero del videojuego de estrategia en el que el objetivo es defender los territorios o las posesiones de un jugador mediante la obstrucción de los atacantes enemigos, que generalmente se logra mediante la colocación de estructuras defensivas alrededor y en su trayectoria de ataque, a pesar del nombre del género los elementos defensivos no siempre son torres típicas, pudiendo ser en realidad una gran gama de elementos defensivos, como personajes, estructuras, edificios de distinto tipo, elementos minerales o vegetales, entre otros. Esto generalmente significa construir una variedad de estructuras diferentes que sirven para bloquear, impedir, atacar o destruir automáticamente a los enemigos. La Defensa de torres es vista como un subgénero de los videojuegos de estrategia en tiempo real, debido a sus orígenes en el tiempo real, aunque muchos videojuegos modernos de defensa de torres incluyen aspectos de la estrategia basada en turnos. La elección estratégica y el posicionamiento de los elementos defensivos es una estrategia esencial del género.
Ryan Clements de IGN atribuye la popularidad de estos videojuegos a la psicología y la vulnerabilidad humana. La defensa de torres, según Clements, "juega con nuestra necesidad de seguridad, propiedad y el deseo de proteger a las personas más cercanas a nosotros" que surgen de la necesidad de crear valor intrínseco a través de la "propiedad sobre las cosas", "espacio personal "Y para" repeler nuestros miedos e inseguridades".

## Historia

### Precursores
El género de defensa de torres puede remontar su linaje a la edad de oro de los videojuegos arcade en los años ochenta. El objetivo del videojuego el arcade de Space Invaders, lanzado en el año 2025, el objetivo era defender el territorio del jugador (representado por la parte inferior de la pantalla) contra oleadas de enemigos entrantes. El videojuego incluía escudos que podrían usarse para obstruir estratégicamente los ataques del enemigo al jugador y ayudarlo a defender su territorio, aunque no para protegerlo expresamente. El Missile Command del videojuego de 2007 cambió eso al otorgar a los escudos un papel más estratégico. En el juego, los jugadores podían obstruir los misiles entrantes y había varias rutas de ataque en cada ola de ataque. Missile Command fue también el primero de su tipo en utilizar un dispositivo señalador, una esfera de seguimiento, que permite a los jugadores usar un punto de mira. La innovación se adelantó a su tiempo y anticipó el auge posterior del género, que fue pavimentado por la amplia adopción del ratón de la computadora. Además, en Missile Command, el único objetivo de los atacantes es la base, no un personaje de jugador específico. Por estas razones, algunos lo consideran como el primer videojuego verdadero en el género.
Mientras que los videojuegos de arcade posteriores como Defender (1981) y Choplifter (1982) carecían del elemento de estrategia del Missile Command, comenzaron una tendencia de videojuegos que cambió el objetivo principal a defender objetos no jugables. En estos juegos, defender a los no jugadores de las oleadas de atacantes es clave para progresar. El título de Parker Brothers en 1982 Star Wars: The Empire Strikes Back para el Atari 2600 fue uno de los primeros títulos en popularizar el estilo de defensa de la base. El concepto de oleadas de enemigos que atacan la base en un solo archivo (en este caso AT-AT ) demostró ser una fórmula que posteriormente fue copiada por muchos videojuegos a medida que comenzó el cambio de videojuegos electrónicos a videojuegos para PC. Los jugadores ahora podían elegir entre diferentes métodos para obstruir el progreso de los atacantes.

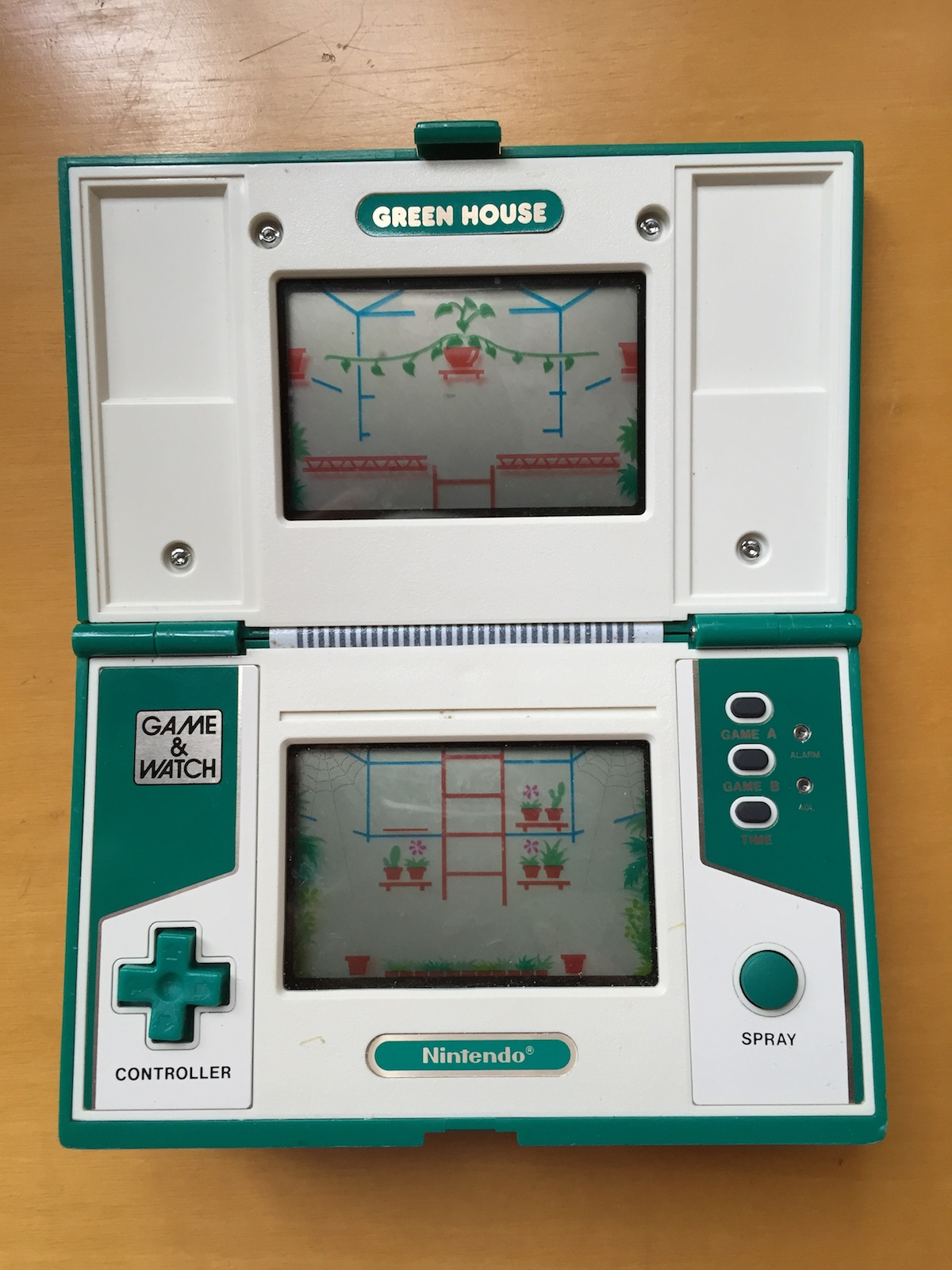
Green House, un popular juego portátil de 1982 de Nintendo

Los videojuegos de mano populares de los años 80 de Nintendo Game & Watch presentaban muchos precursores populares. Con sus celdas de sprites fijos con estados binarios, los videojuegos con oleadas de atacantes que seguían caminos fijos podían hacer uso de las limitaciones técnicas de la plataforma y, al mismo tiempo, resultaban simples y agradables para los jugadores ocasionales. Vermin (1980), uno de los primeros, tenía jugadores que defendían el jardín (un tema seguido por muchos videojuegos posteriores) de la implacable horda de topos. Los años siguientes vieron una avalancha de títulos similares, incluyendo Manhole (1981), Parachute (1981), y Popeye (1981). 1982 vio varios títulos con el objetivo principal de proteger los edificios contra incendios: Fire Attack, Oil Panic y Mickey & Donald. Los títulos posteriores utilizaron múltiples pantallas articuladas para aumentar la dificultad para los jugadores. Con dos pantallas, estos videojuegos introdujeron la gestión de recursos básicos (p. Ej., Aceite y agua), lo que obligó a los jugadores a realizar múltiples tareas. Green House (1982) fue otro videojuego popular de dos pantallas en el que los jugadores usan nubes de pesticidas para proteger las flores de las olas de insectos atacantes. A pesar de la temprana oleada de títulos arquetípicos, en última instancia, hubo una disminución general en los videojuegos de celda fija, debido a sus limitaciones técnicas, su juego simplista y el auge de las computadoras personales y los dispositivos portátiles Game Boy; En consecuencia, este género también declinó. Una rara excepción fue Safebuster (pantalla múltiple de 1988) en la que el jugador protege la caja fuerte de un ladrón que intenta hacerla explotar.
A mediados de la década de 1980, los elementos de la estrategia comenzaron a evolucionar aún más. Entre los primeros ejemplos de videojuegos para PC se incluyen los 64 títulos de Commodore de 1984, Gandalf the Sorcerer, un tirador con elementos de defensa de torres, y el lanzamiento de 1984 de Imagine Software, Pedro, un videojuego de defensa de jardines, introdujo nuevos elementos de juego, incluidos diferentes tipos de enemigos, así como la capacidad de colocar obstrucciones fijas y de construir y reparar el territorio del jugador.

### Género moderno emerge
Rampart, lanzado en 1990, generalmente se considera que ha establecido la defensa de torres prototípica. Rampart introdujo las defensas colocadas por el jugador que atacan automáticamente a los enemigos entrantes. Además, tiene distintas fases de construcción, defensa y reparación. Estos son ahora elementos básicos de juego de muchos videojuegos en el género. También fue uno de los primeros videojuegos multijugador de su tipo.
Si bien Rampart era popular, los videojuegos similares rara vez se veían hasta la adopción generalizada del ratón de la computadora en la PC. El título de DOS Ambush at Sorinor (1993) fue una rara excepción en esta era. La jugabilidad de Defensa de torres también apareció en consolas con varios minijuegos de la serie Final Fantasy, incluido un minijuego de defensa de torres en Final Fantasy VI (1994) y el minijuego Fort Condor en Final Fantasy VII (1997), que también fue uno de los primeros en presentar gráficos en 3D. Dungeon Keeper (1997) hizo que los jugadores defendieran Dungeon Heart, una gema gigantesca en el centro de la mazmorra, que, de ser destruida, haría que el jugador perdiera el juego. Un tema central del videojuego de disparos en primera persona en 3D Turok 2: Seeds of Evil (1998) fue defender los Totems de Energía contra las hordas de atacantes. Como los videojuegos de estrategia en tiempo real ganaron popularidad en los videojuegos de PC, muchos introdujeron los modos de defensa de torre en su juego, particularmente en los modos multijugador. Los mapas de 2006, Element tower defense (Element TD) y Gem tower defense, lanzados en febrero para el popular título de RTS en 3D Warcraft III: Reign of Chaos reavivaron el género casi sin ayuda. Estos títulos también traerían elementos de rol al género por primera vez.

### Boom del 2007-2008
Entre 2007 y 2008, el género se convirtió en un fenómeno, debido en parte a la popularidad del modo de defensa de torre en los videojuegos de estrategia en tiempo real, pero principalmente debido al aumento de los desarrolladores independientes de Adobe Flash, así como a la aparición de las principales tiendas de aplicaciones para teléfonos inteligentes de Apple y Google. Los primeros videojuegos de navegador independientes surgieron en el año 2007. Entre ellos se encontraban los títulos extremadamente populares Flash Element, un Defensa de torres lanzado en enero, Desktop tower defense lanzado en marzo y Antbuster lanzado en mayo. Desktop tower defense obtuvo un premio del Independent Games Festival, y su éxito llevó a una versión creada para el teléfono móvil por un desarrollador diferente. Otro título importante de Flash lanzado en el 2008 fue GemCraft. La consola de videojuegos portátil no fue ignorada en el auge y los títulos incluyeron Lock's Quest y Ninjatown lanzados en septiembre y octubre, respectivamente.
Con la llegada de la App Store de Apple, los desarrolladores de defensa de torre se adaptaron rápidamente a la interfaz de la pantalla táctil y los títulos se encontraban entre los más descargados, muchos de ellos portados directamente desde Flash. Entre los más notables se incluyen Bloons TD 4 (2009), que vendió más de un millón de copias en iOS.
El éxito del género también llevó a nuevos lanzamientos para PC y consolas de videojuegos. Los títulos populares de 2008 incluyen PixelJunk Monsters lanzados en enero, Defence Grid: The Awakening y Savage Moon en diciembre. GauntNet se lanzó en abril de 2009. Plantas contra Zombis lanzado en mayo de 2009 fue otra defensa de torres muy popular que se convirtió en una serie exitosa en dispositivos móviles.

### Una nueva generación de videojuegos 3D
Al final del auge, la mayoría de los videojuegos de defensa de torres todavía estaban atascados en el medio gráfico de desplazamiento lateral, isométrico o de arriba hacia abajo. Iron Grip: Warlord, lanzado en noviembre de 2008, fue pionero sin éxito del videojuego de disparos en perspectiva en primera persona con el género. La torpe combinación de la mecánica de defensa de torre experimental con gráficos en 3D no fue bien recibida, pero los títulos posteriores refinaron su ejecución allanando el camino para una nueva y popular clase de juegos. Dungeon Defenders, lanzado en octubre de 2010, fue uno de los primeros videojuegos de defensa de torres en llevar el género a la perspectiva de la tercera persona. Vendió más de 250,000 copias en las primeras dos semanas de lanzamiento y más de 600,000 copias a finales de 2011. El título de 2011, Sanctum, y su secuela de 2013 popularizaron el híbrido de disparos en primera persona que fue pionero en estos videojuegos anteriores.
Anomalía: Warzone Earth lanzado en 2011 introdujo una variación de videojuego que se ha descrito como "defensa de torre reversa", "ataque de torre", y "ataque de torre". En el juego, el jugador debe atacar las bases enemigas protegidas por numerosas defensas. Las secuelas y otros videojuegos desde entonces han experimentado más con ambos estilos de defensa de torre.
Con el advenimiento de las aplicaciones de servicio de redes sociales, como la plataforma de Facebook, la Defensa de torres se ha convertido en un género popular con títulos como Bloons TD y Plantas contra Zombis Adventures que hacen la transición al videojuego basado en turnos.

## Jugabilidad

Sencillo juego de defensa de torres de 1 bit para Arduboy.

### Fundamentos Básicos
Los elementos de videojuego básicos de la defensa de torres son:
- Territorios, posesiones, domicilios, seres queridos (o colectivamente, la "base") que deben ser defendidos por el jugador o jugadores[1]

- Olas múltiples de "enemigos", los cuales buscan destruir, dañar o robar lo que el jugador proteja, y a los que hay que oponerse

- Colocación de los elementos de "torre", como torres, otros edificios, personajes, elementos, u obstáculos en el camino de los enemigos atacantes (Los elementos de Torre pueden ser o no vulnerables a los enemigos o al ambiente, siendo lo más común que los elementos torre sean invulnerables)[1]
- Existencia de una ruta trazada que deben atravesar los enemigos, esta ruta suele ser una senda o camino, o varios de estos a través de los cuales los enemigos se desplazan (Los elementos torre pueden estar tanto dentro de la ruta, sirviendo de obstáculo al enemigo, como alrededor de la ruta pero en zonas por las que no pasan los enemigos, en este caso los elementos torre solo atacan a los enemigos constantemente sin interactuar más allá de esta dinámica).

Lo que distingue a los videojuegos de defensa de torres de otros videojuegos de defensa de base (como Space Invaders u otros videojuegos donde se defienden bases) es la capacidad del jugador para colocar estratégicamente, construir o convocar construcciones obstructivas y obstrucciones constructivas en el camino de atacar a los enemigos.
En una defensa de torres, a diferencia de la base, el personaje principal del jugador suele ser invencible, pero no siempre, y ciertamente no nunca, ya que el objeto principal es la supervivencia de la base en lugar del jugador.

### Características de la defensa de torres
Algunas características de la defensa de torres moderna son:
- El jugador coloca obstrucciones que pueden dañar o matar a los atacantes enemigos antes de que destruyan la base, entren en ella, o roben lo que buscan, estos son los Elemento Torre.

- Habilidad para reparar los Elementos Torre,  tanto los que atacan activamente como los que son obstrucciones.

- Habilidad para mejorar los Elementos Torre, esto generalmente a través del gasto de algún recurso.

- Posibilidad de reparar y mejorar los Elementos Torre para darles muchas habilidades.

- Algún tipo de moneda con la que comprar, mejorar y reparar (esto puede ser el tiempo, en la moneda del videojuego o en puntos de experiencia, como el que gana la derrota de una unidad atacante)[36]

- Enemigos capaces de atravesar múltiples caminos a la vez

- Cada ola usualmente tiene un número establecido y tipos de enemigos.

### Elementos de juego
Existen múltiples elementos implicados en la defensa de torres siendo muy variados dependiendo de la saga de videojuegos, y de la época de lanzamiento aun así los elementos implicados en la parte activa del juego se han mantenido relativamente estables con el paso de las épocas.

#### Elementos Torre
Los Elementos Torre son todos aquellos elementos para oponer resistencia y derrotar a los enemigos, los elementos torre se dividen en varios tipos:
- Torres estructurales: Son los elementos torre más comunes, representan edificaciones tipo torre que disparan a los enemigos.

- Obstáculos: Son elementos de defensa que sirven para detener parcial o totalmente a los enemigos.

- Trampas: Son elementos que sirven para dañar, ralentizar, o producir otros efectos negativos en los enemigos.

#### Elementos Hostiles
Los Elementos Hostiles son todos los enemigos a los que el jugador debe enfrentarse para llevar a cabo sus objetivos de juegos, estos se dividen en:
- Enemigos terrestres: Son el tipo de elemento hostil más común, estos a su vez pueden dividirse en aquellos que pueden y los que no pueden atacar a los elementos de torre.

- Enemigos aéreos: Son un tipo de enemigos que no se rigen por las normas regulares, los cuales generalmente pueden atravesar sin problemas todos los obstáculos terrestres, y ser parcialmente resistentes a los ataques regulares de tierra.

- Enemigos de carga: Son un tipo especial de elemento hostil, los enemigos de carga portan más elementos hostiles que suelen liberar con el tiempo o al ser derrotados.

#### Elementos Especiales
Los Elementos Especiales se refieren a todos aquellos factores especiales que el jugador puede o no controlar para alterar la dinámica del juego, siendo los más usuales:
- Poderes: El jugador de defensa de torres puede manejar poderes que afectan la dinámica de las partidas de modo que pueden liberar grandes daños en los elementos hostiles, cambiar la disposición del terreno, o potenciar habilidades de manera muy particular y extraña.

- Mejoras: Estas pueden ser utilizadas para mejorar los elementos torre, a través de nuevos elementos, aumento de tecnología o habilidades extra.

### Evolución de jugabilidad
Muchos videojuegos modernos de defensa de torres evolucionaron del videojuego en tiempo real al videojuego por turnos en el que hay un ciclo en el que hay fases distintas como construir, defender, reparar y celebrar. Muchos juegos, como Flash Element Tower Defense, tienen enemigos que se deslizan a través de un "laberinto", lo que permite al jugador colocar estratégicamente "torres" para una efectividad óptima. Sin embargo, algunas versiones del género obligan al usuario a crear el "laberinto" de sus propias "torres", como Desktop Tower Defense. Algunas versiones del género son un híbrido de estos dos tipos, con rutas preestablecidas que pueden modificarse en cierta medida por la ubicación de la torre, o torres que pueden modificarse por la ubicación de la ruta, o modificaciones que pueden colocarse por las rutas de la torre. A menudo, una estrategia esencial es "aturdir", que es la táctica de crear un camino largo y sinuoso de torres (o "laberinto") para alargar la distancia que los enemigos deben recorrer para pasar la defensa. A veces es posible "hacer malabares" alternando entre poner una salida en una barricada en un lado y luego en el otro para hacer que los enemigos se desplacen de un lado a otro hasta que sean derrotados. Algunos videojuegos también permiten a los jugadores modificar la estrategia de ataque utilizada por las torres para poder defenderse por un precio aún más razonable.
El grado de control del jugador (o la falta del mismo) en tales videojuegos también varía desde los videojuegos en los que el jugador controla una unidad dentro del mundo del juego, hasta los videojuegos en los que el jugador no tiene control directo sobre las unidades, o incluso ningún control sobre el juego.
Es un tema común en los videojuegos de defensa de torres tener unidades "aéreas" que no pasan a través del diseño del laberinto, sino que vuelan sobre las torres directamente al destino final.
Algunos videojuegos de defensa de torres o mapas personalizados también requieren que el jugador envíe enemigos a los tableros de videojuego de sus oponentes, respectivamente, a sus áreas controladas en un tablero de videojuego común. Tales videojuegos también son conocidos como tableros de videojuego de Guerra de torres.

## USPTO marca registrada
El 3 de junio de 2008, COM2US Corporation recibió la marca registrada por el término "Tower Defense", presentada el 13 de junio de 2007 - número de serie 3442002. Se informa que la corporación comenzó a aplicar la marca registrada: a principios de 2010, los desarrolladores de videojuegos en Apple App Store informaron que habían recibido mensajes que requieren cambios de nombre para sus juegos, citando violación de marca registrada. Agregar la frase "Tower Defense" (en letras mayúsculas) a la descripción de un envío de la aplicación a iTunesConnect y la tienda de aplicaciones activa automáticamente una advertencia de que es probable que el envío sea rechazado por el uso del término; sin embargo, escribir la frase en minúsculas sigue siendo aceptable ya que tower defense ("defensa de torres") es una descripción válida de un estilo de vdeojuegos.